# マッサ・フィスカッリア
マッサ・フィスカッリア（伊: Massa Fiscaglia）は、イタリア共和国エミリア＝ロマーニャ州フェラーラ県フィスカッリアに属する分離集落（フラツィオーネ）。
かつては独立したコムーネであったが、2014年1月1日にミリアリーノ、ミリアーロと合併して新自治体の一部となった。

## 地理

### 位置・広がり

#### 隣接コムーネ
コムーネとしてのマッサ・フィスカッリアは、以下のコムーネと隣接していた。
- コディゴーロ
- ラゴザント
- ミリアリーノ
- ミリアーロ
- オステッラート